# Trachyneta jocquei
Trachyneta jocquei là một loài nhện trong họ Linyphiidae.
Loài này thuộc chi Trachyneta. Trachyneta jocquei được miêu tả năm 2004 bởi Merrett.